# Operación Guardián del mar
La operación Guardián del mar ( en inglés: Sea Guardian; en francés: Gardien de la mer ) fue una operación militar de la OTAN en el mar Mediterráneo. Fue aprobada en la cumbre de la OTAN celebrada en Varsovia en junio de 2016 en tanto que operación que seguía a la operación Esfuerzo Activo y comenzó el 9 de noviembre de 2016 con varios navíos de guerra y algunos aviones de la OTAN. La misión fue dirigida por el comandante marítimo aliado de la OTAN de Northwood, Reino Unido.

## Misión
La operación Guardián del mar se utiliza para la vigilancia marítima, la lucha contra el terrorismo y el desarrollo de capacidades en la región del Mediterráneo con el objetivo de identificar en una fase temprana las crisis en el entorno marítimo y contrarrestarlas. Además, la presencia de servicios de emergencia debería actuar como factor regulador preventivo. En determinadas circunstancias, se podrían detener y registrar buques sospechosos de estar vinculados a organizaciones terroristas o al contrabando de armas. Los Estados miembros podrán delegar tareas adicionales a la operación, incluida la protección de rutas marítimas e infraestructuras críticas o la lucha contra la proliferación de armas de destrucción masiva.

## Participación y colaboración de terceros
Los estados miembros de la OTAN participan en esta operación con barcos y aviones. La operación contó con el apoyo de las Fuerzas de Tareas Marítimas Permanentes de la OTAN, Grupos Marítimos Permanentes de la OTAN (SNMG 1 y SNMG 2), que estaban operando en el Mediterráneo. Se dio una cooperación similar en materia de situación y logística a la llevada a cabo en la operación Sophia de EUNAVFOR MED, dirigida por la Unión Europea. La operación Guardián del mar también sirvió como plataforma para la cooperación con estados y organizaciones de la región mediterránea, contribuyendo a la seguridad marítima y al refuerzo del flanco sur de Europa. El simulacro incluía el intercambio de información y el desarrollo de capacidades entre fuerzas de países vecinos.
La posición de Francia
Francia no participó en esta operación desde el 1 de julio de 2020, debido a la negativa a aclarar las misiones tras el incidente naval que sufrió la marina francesa el 10 de junio de 2020 con fuerzas de Turquía. El presidente francés Emmanuel Macron acusó a Turquía de tener intereses ocultos en el conflicto libio con una responsabilidad histórica y penal y añadió que ni París ni sus aliados permitirán injerencias turcas en el conflicto libio. Por último pidió el cese de “todo acto unilateral de aquellos que buscan ganar posiciones alimentando la guerra”. El ministro de Asuntos Exteriores turco Mevlüt Çavuşoğlu denunció el « enfoque destructivo » de Francia respecto a Libia.